# Skelton-Gletscher
Der Skelton-Gletscher ist ein großer Gletscher im Süden des ostantarktischen Viktorialands. Er fließt vom Polarplateau in nordwestlicher Richtung zum Ross-Schelfeis, das er am Skelton Inlet erreicht. Zahlreiche andere Gletscher, unter ihnen der Allison-Gletscher, münden in den Skelton-Gletscher.
Der Gletscher diente bei der Commonwealth Trans-Antarctic Expedition (1955–1958) der neuseeländischen Mannschaft unter der Leitung des neuseeländischen Bergsteigers Edmund Hillary als Aufstiegsroute vom Ross-Schelfeis zum Polarplateau. Sie benannte ihn in Anlehnung an die Benennung des gleichnamigen Inlets nach Reginald Skelton (1872–1956), leitender Ingenieur bei der britischen Discovery-Expedition (1901–1904). Die Neuseeländer unterstützten die vom britischen Polarforscher Vivian Fuchs geführte Gruppe, der die erste Durchquerung des antarktischen Kontinents auf dem Landweg gelang.

## Weblinks

Topographische Karten
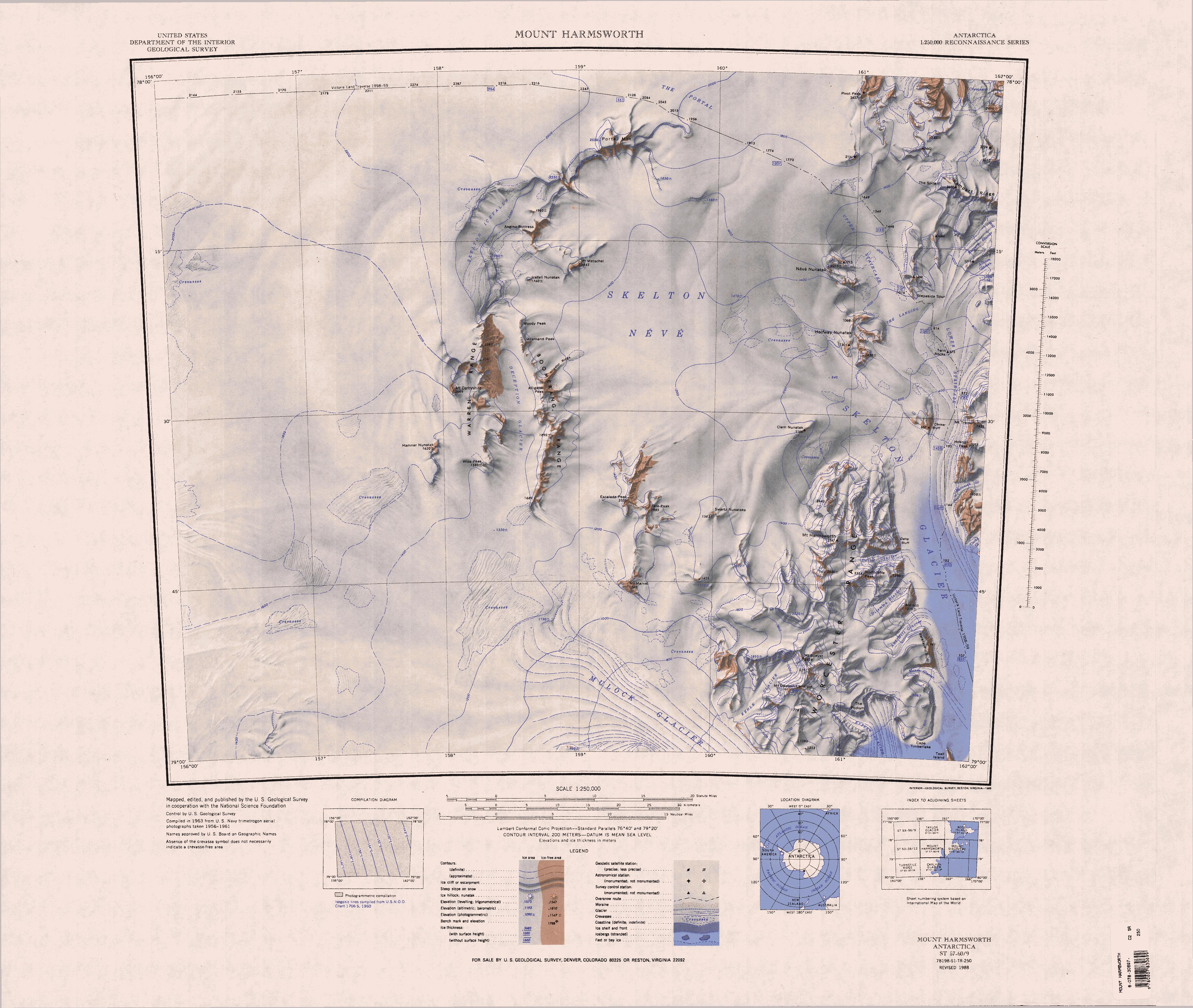
Hauptteil am östlichen Kartenrand
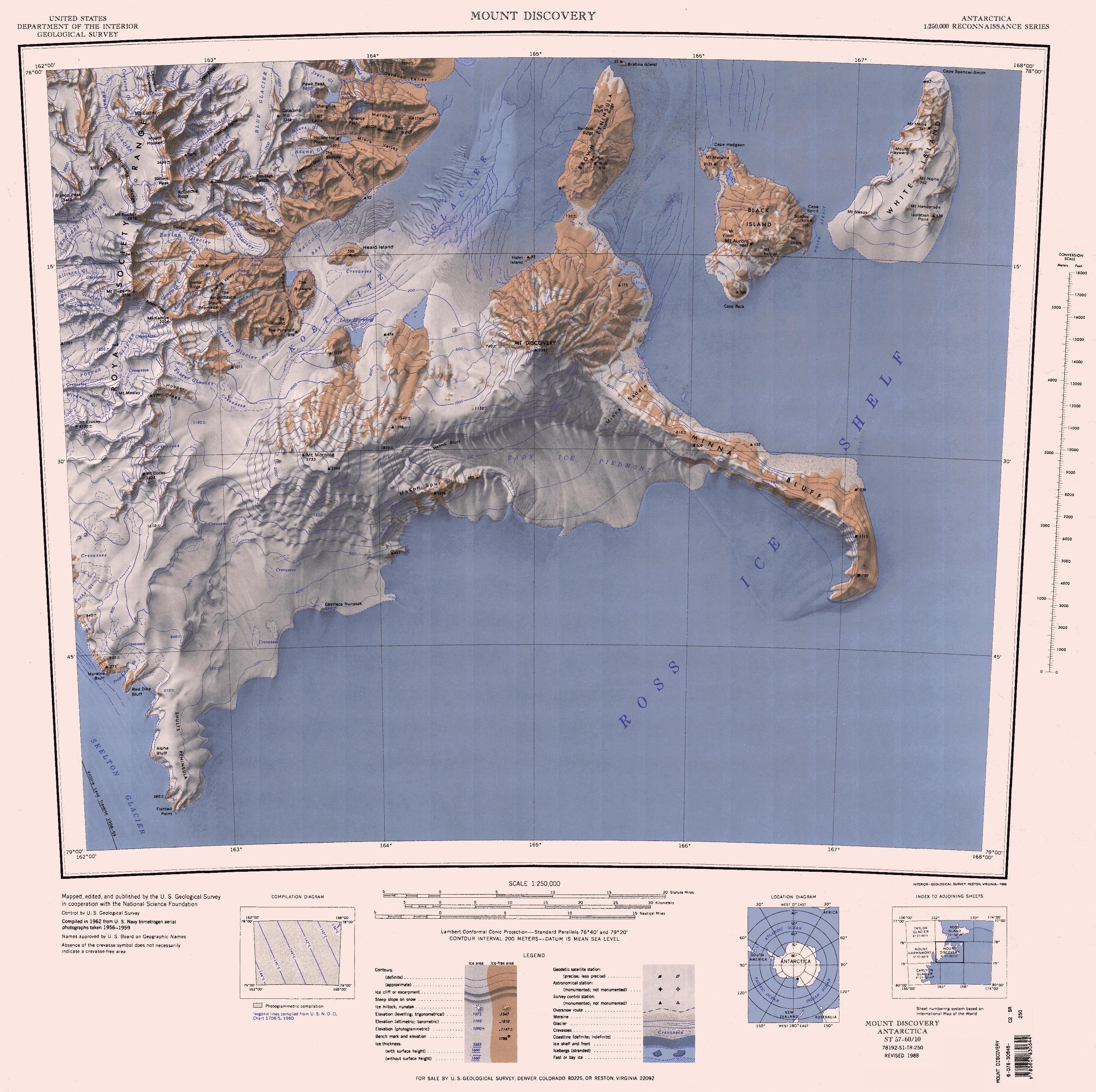
Mündung ganz im Südwesten